# Elettromiografia ed elettroneurografia
L'elettromiografia (EMG), l'elettroneurografia (ENG) e l'elettromiografia di singola fibra (SFEMG) sono metodiche neurofisiologiche che vengono utilizzate per studiare il sistema nervoso periferico (SNP) dal punto di vista funzionale.
Rappresenta un metodo affidabile in grado di dare informazioni sulla funzionalità dei nervi periferici e dei muscoli scheletrici.
È inoltre un mezzo diagnostico che permette di inquadrare le malattie neurologiche del sistema nervoso periferico riguardanti patologie a carico di radici nervose, plessi nervosi, nervi periferici, placca neuromuscolare e muscoli. Se l'esame neurologico evidenzia un deficit a carico del sistema nervoso periferico, l'elettromiografia rappresenta un mezzo indispensabile per approfondire la diagnosi, soprattutto quando non sono chiare la sede di lesione, l'entità e il tipo di lesione.
L'ENG utilizza elettrodi di superficie per la registrazione degli stimoli elettrici e per la loro stimolazione. Anche la terra è collegata attraverso elettrodi di superficie.
Si applicano sul nervo degli stimoli elettrici noti, che attivano le fibre sensitive o quelle motorie evocando potenziali d'azione che viaggiano lungo il nervo e che saranno registrati da elettrodi posti a una certa distanza. Con l'elettromiografo verranno calcolati i parametri neurofisiologici di questi potenziali, rappresentati dall'ampiezza, dalla velocità di conduzione e dalle latenze distali e prossimali. I valori registrati saranno poi confrontati con valori di riferimento, normalizzati per età, altezza, e temperatura cutanea.
L'EMG si avvale di agoelettrodi monouso, che registrano l'attività delle fibre muscolari in diverse condizioni: a riposo, durante una contrazione volontaria e progressiva fino al massimo sforzo, e durante una contrazione media sostenuta. Generalmente non si vale di stimoli elettrici, ma nei casi in cui si registra attraverso l'ago e si stimola il nervo a distanza allora possiamo considerarla una variante dell'elettroneurografia. 
Con l'elettromiografia si studierà il tipo di reclutamento muscolare, la morfologia dei potenziali di unità motoria (PUM) e la presenza o meno di attività elettrica spontanea in condizioni di riposo.
Con la SFEMG si studiano le variazioni del "jitter" tra coppie di potenziali di singola fibra appartenenti alla stessa unità motoria. L'elettrodo ad ago da singola fibra è caratterizzato da una ridotta superficie di registrazione. La registrazione dei potenziali d'azione muscolari è secondaria all'attivazione dei muscoli in studio. Questa può avvenire volontariamente (voluntary SFEMG) o per mezzo della stimolazione elettrica (stimulated SFEMG).
I parametri essenziali studiati dalla SFEMG sono il 'jitter', il 'blocking' e la 'densità di fibre'.
Le tre metodiche permettono di:
- localizzare il disturbo (dov'è il problema? quali strutture sono coinvolte?);
- identificare il processo patologico sottostante (quali sono le cause?);
- caratterizzare il deficit (di che tipo si tratta?);
- valutare la gravità del deficit (di che entità è il problema?);
- monitorizzare il decorso della malattia;
- fornire una prognosi;
- valutare l'efficacia delle terapie adottate.

## Da chi vengono eseguite
L'elettromiografia e l'elettroneurografia vengono eseguite dal medico e dal tecnico. La prima parte viene eseguita dal tecnico di neurofisiopatologia e consiste nello stimolare, attraverso stimoli di natura elettrica, i nervi periferici e registrare le relative risposte sui muscoli innervati dal quel nervo. La seconda parte viene eseguita dal medico e consiste nell'inserzione di un ago sottocutaneo, elettrodo coassiale nei muscoli che si vogliono indagare.
L'esame incomincia con l'inquadramento anamnestico e clinico del paziente, integrato dalle informazioni fornite dal medico che ha prescritto l'esame, insieme agli accertamenti di laboratorio e strumentali fino ad allora eseguiti.
Il medico deciderà, sulla base dei dati forniti dal paziente e della sua sintomatologia clinica, un percorso che punti alla diagnosi corretta con il minor numero di nervi e muscoli esaminati, per ridurre al minimo il disagio del paziente.
È difficile stabilire a priori quanto tempo occorrerà per eseguire l'esame, generalmente la durata può variare dai 15 ai 60 minuti.

## Campi di applicazione delle tecniche
L'ENG trova utile applicazione in tutte le forme di deficit periferico di forza o di sensibilità, per interessamento del nervo, dei plessi, o delle radici, oppure per interessamento del nervo in maniera diffusa e sistemica come nelle polineuropatie.
L'ENG trova inoltre applicazione nelle patologie di pertinenza ortopedica, legate a blocchi di conduzione o a eventi compressivi o traumatici sul nervo:
- Radicolopatie spondilosiche;
- Ernie discali con impegno intraforaminale;
- Sindrome della cauda equina;
- Plessopatie, come la sindrome dell'egresso toracico;
- Intrappolamenti, come quello del nervo ulnare nella doccia olecranica, o del mediano al polso nella sindrome del tunnel carpale.

L'EMG trova applicazione:
- Nella diagnosi differenziale del danno neurogeno dal danno miogeno o da quello della placca neuromuscolare. Consente l'identificazione della causa di un'atrofia muscolare, distinguendo l'affezione primaria del muscolo da quella secondaria al danno del nervo (o della radice). Permette di distinguere inoltre il deficit di forza secondario a una miopatia da quello determinato da un'affezione della placca neuromuscolare (miastenia);
- Nella patologia dei motoneuroni inferiori (spinali e bulbari, come nella sclerosi laterale amiotrofica, ecc.);
- Nella patologia assonale, a completamento dell'ENG, per dare un grading nella compromissione delle radici e dei nervi periferici (radicolopatie spondilogene, neuropatie assonali, neuropatie traumatiche o compressive, ecc.);
- Nel grading della compromissione funzionale del nervo: dalla neuroaprassia, all'assonotmesi, fino alle forme più gravi di neurotmesi, in cui vi è la sezione completa dei nervo con allontanamento dei due capi.
- Nella patologia a carico dei muscoli (miopatie, distrofia muscolare, polimiosite, miotonie) e della placca neuromuscolare (miastenia gravis e sindrome di Lambert-Eaton).

La SFEMG è considerata una delle tecniche più sensibili nella diagnosi della miastenia gravis. L'elettromiografia di singola fibra è talmente sensibile che eventuali anomalie della trasmissione neuromuscolare nella miastenia gravis sono registrate anche in assenza di debolezza clinicamente evidenziabile o quando gli altri test, come la stimolazione ripetitiva, risultano normali.

## Elettromiogramma sottomentoniero
L'elettromiogramma sottomentoniero viene utilizzato per controllare il rilassamento muscolare (in polisonnografia quella del muscolo miloideo o del muscolo massetere). Questo rende più facile la classificazione degli stadi del sonno, ed è di rilevante importanza poiché durante il sonno, e soprattutto in casi di apnee ostruttive, le vie aeree superiori sono le prime a collassare.

## Esame elettromiografico
Gli aghi sono di dimensioni molto piccole, ma, a seconda di quanto è complicata la diagnosi e a quale profondità occorre lavorare, può rendersi necessario che gli agoelettrodi vengano alzati e riaffondati più volte in più punti nella cute. 

L'eventuale dolore è principalmente legato al posizionamento degli aghi, dopodiché il macchinario si occupa di acquisire i segnali bioelettrici provenienti dai muscoli. Si ricorre alla stimolazione elettrica, in caso di misurazione di velocità di conduzione nervosa: allo scopo, viene usato uno stimolatore che eroga delle piccole scosse elettriche, paragonabili a quelle date dagli stimolatori per la ginnastica passiva. 
Per eseguire EMG intramuscolare, in genere è inserito sia un ago-elettrodo monopolare sia uno di tipo concentrico, attraverso la pelle nel tessuto muscolare. L'ago viene quindi spostato in punti multipli all'interno del muscolo, quando è rilassato, per valutare l'attività inserzionale e l'attività di riposo nel muscolo. Muscoli normali esibiscono una breve raffica di attivazione della fibra di muscolo quando stimolati dal movimento dell'ago, e questo intervallo di tempo raramente dura più di 100 ms.
La fascicolazione è un'attivazione involontaria di un'unità motoria all'interno del muscolo, a volte visibile a occhio nudo come una contrazione muscolare ovvero riscontrabile con gli elettrodi di superficie (all'esame dell'elettroneurografia). Le fibrillazioni, invece, sono rilevabili solo da ago EMG e rappresentano l'attivazione isolata delle singole fibre muscolari, solitamente come in conseguenza di una malattia nervosa o muscolare. Spesso, le fibrillazioni sono attivate dal movimento dell'ago (attività inserzionale) e persistono per alcuni secondi o più, dopodiché il movimento cessa.
In presenza di fibrillazione si procede a un secondo livello di accertamento più approfondito della funzionalità del muscolo, durante la contrazione involontaria.
L'accertamento richiede di posizionare l'ago-elettrodo più volte e in punti diversi, e perciò è più "invasivo" (ed eventualmente doloroso) e limitato ai casi di necessità. In presenza di fascicolazione, l'accertamento non sempre è necessario.
Dopo la valutazione dell'attività di riposo e inserzionale, l'elettromiografia valuta l'attività del muscolo durante la contrazione volontaria. Sono presi in esame la forma, la dimensione e la frequenza dei segnali elettrici risultanti. Quindi l'elettrodo viene ritratto un paio di millimetri, e nuovamente viene analizzata l'attività. Questo si ripete, a volte fino a 10-20 volte al fine di trarre conclusioni sulla funzionalità dell'unità motoria. Ogni traccia di elettrodo dà solo un'immagine molto locale dell'attività del muscolo intero: dato che i muscoli scheletrici differiscono nella struttura interna, l'elettrodo in questo solo secondo caso di indagine deve essere posizionato in diversi punti per ottenere uno studio accurato.
Lo studio elettromiografico non è rappresentato da una sequenza fissa o prestabilita di misurazioni, ma queste vanno di volta in volta stabilite sulla base dei problemi presentati dal paziente.
Sulla base del deficit neurologico, l'elettromiografista progetta i dettagli dell'esame, valutando quali nervi e muscoli esaminare, e quali prove neurofisiologiche eseguire.
I nervi e le modalità di analisi elettromiografica possono modificarsi, rispetto al programma iniziale, sulla base dei risultati ottenuti dalle precedenti misurazioni.
Lo studio elettromiografico si avvale di tre metodiche fondamentali: l'elettroneurografia (ENG), l'elettromiografia (EMG) propriamente detta e l'elettromiografia di singola fibra (SFEMG). Le prime due tecniche si eseguono in successione e sono complementari per la diagnosi, per tale motivo spesso con il termine elettromiografia si intende anche quello di elettroneurografia. L'elettromiografia di singola fibra (SFEMG) è una tecnica importante per lo studio delle patologie della placca neuromuscolare (miastenie e sindrome miasteniforme di Lambert-Eaton).
1. Lo studio della conduzione nervosa, eseguito con l'elettroneurografia (ENG) si occupa della valutazione funzionale dei tronchi nervosi attraverso la stimolazione elettrica e la registrazione di superficie e misura la capacità, nei nervi motori, di trasmettere comandi ai vari muscoli, oppure nei nervi sensitivi, di trasmettere informazioni di senso dai recettori periferici ai centri midollari. In alcuni casi i tronchi nervosi possono essere stimolati o registrati mediante aghi sottocutanei inseriti in prossimità del nervo.
2. L'elettromiografia (EMG) si occupa invece dello studio dell'attività muscolare e dei potenziali di unità motoria (PUM) registrate con un elettrodo ad ago inserito nel muscolo.
3. L'elettromiografia di singola fibra (SFEMG) è una metodica che studia i potenziali d'azione di singole fibre muscolari. Permette lo studio della microfisiologia delle fibre muscolari e della placca neuromuscolare.
4. L'elettromiografia di superficie (sEMG) che permette di analizzare le fibre muscolari in maniera non invasiva tramite l'utilizzo di elettrodi di superficie collegati a dei sensori wireless in grado di trasmettere i segnali dei vari canali all'elettromiografo che funge da unità centrale[1][2].

### Frequenza del segnale
La frequenza dei segnali EMG superficiali dovrebbe essere ricompresa nella gamma dai 5-10 Hz fino ai 400-450 Hz, trascurando contributi esterni a questo intervallo di frequenze. Pure la larghezza di banda del filtro-amplificatore dovrebbe essere all'interno di questa gamma per esempio passa-alto a 5 Hz e passa-basso a 500 Hz. Le registrazioni dell'ago intra-muscolare dovrebbero essere fatte con una frequenza di taglio (cut-off) passa-basso fissata almeno a 150 Hz.. 

Secondo il teorema di Nyquist-Shannon la frequenza di campionamento deve essere almeno doppia di quella massima raggiunta dal segnale: se ad esempio si utilizza un segnale compreso nella banda 10-400 hertz, la frequenza di campionamento deve essere almeno 800 hertz. Ciò è vero se tra la frequenza più alta e quella più bassa non c'è rumore di fondo, caso in cui la frequenza di campionamento deve essere più del doppio.
Se la rettifica e lo smoothing del segnale in un tempo costante (10-250 ms) con un filtro passa basso avvengono tramite hardware, vale a dire prima di inviare e memorizzare i dati all'interno del computer, sono drasticamente ridotte la larghezza di banda dell'onda e di conseguenza la frequenza di campionamento, e possono essere sufficienti frequenze di 50-100 hertz per introdurre l'onda EMG nel computer.

### Sintomi tipici per i quali effettuare l'esame
- Alterazioni della sensibilità come: ipoestesia (riduzione della sensazione tattile), anestesia (es. "addormentamento"), parestesie (es. "formicolio"), disestesie (percezione dolorosa a seguito di stimolo non doloroso) e dolore spontaneo;
- Deficit di forza a carico di singoli muscoli o gruppi muscolari interpretato dal medico come di origine periferica;
- Riduzione del volume di uno o più muscoli;
- Persistente presenza di fascicolazioni, ovvero sensazione che piccole porzioni di muscolatura si muovano in modo non volontario;
- Lombosciatalgie persistenti o altri tipi di dolore agli arti inferiori legati alla presenza di una patologia a carico della radice nervosa (ernia del disco, artrosi con osteofitosi, impegno nei forami di coniugazione, ecc.).